# Спорт в Пакистане

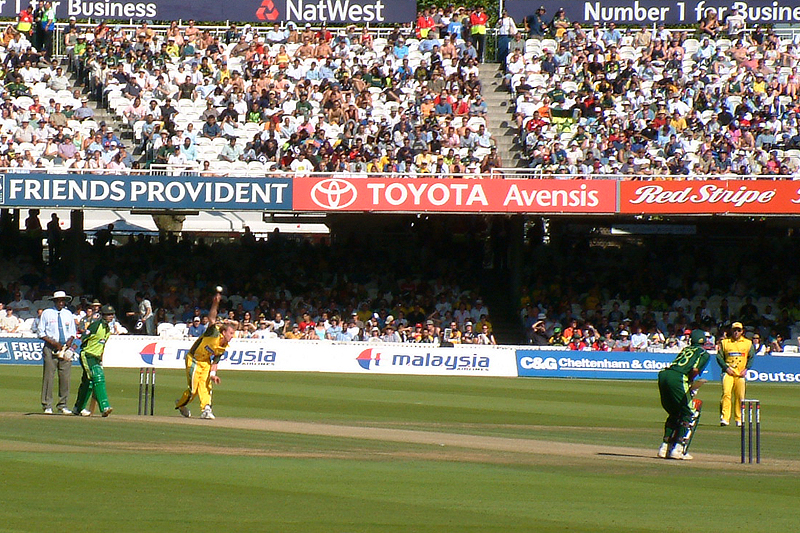
Крикет — наиболее популярный вид спорта

Развитие спорта в Пакистане координирует Министерство культуры страны .Самые распространенные виды спорта — футбол, хоккей на траве, большой и настольный теннис, борьба, бокс, тяжелая атлетика, гольф, поло, плавание, сквош, бейсбол и крикет.

## Поло
Поло зародилось много веков назад у кочевых народов Центральной Азии, получила распространение в Персии ещё с VI века. Турнир поло «Шандур», проходит каждый год в июне месяце в городах Читрал и Гилгит на севере Пакистана. Шандурский проход расположен на высоте 11000 футов над уровнем моря, и привлекает много туристов желающих посмотреть на соревнования. Основные турниры сезона проходят в начале ноября в Гилгите и в Скарду в начале августа. Ассоциация поло Пакистана организует соревнования внутри страны. Сборная команда Исламской Республики принимает участие в Чемпионате мира по поло.

## Крикет
Наиболее популярный вид спорта в стране — крикет. Сборная команда Пакистана по крикету является одной из сильнейших в мире и борется за лидерство в международных соревнованиях с соперниками из Великобритании, Австралии, Индии. В 1992 году Пакистану удалось выиграть Кубок мира по крикету. С целью руководства и контроля за развитием крикета создан специальный национальный комитет.

## Хоккей на траве
Из олимпийских видов спорта наиболее успешным для Пакистана является хоккей на траве. Из своих 10 олимпийских медалей за всю историю пакистанцы 8 выиграли именно в мужском хоккее на траве, в том числе всё золото и серебро. Трижды (1960, 1968 и 1984) пакистанцы становились олимпийскими чемпионами, трижды выигрывали серебро (1956, 1964, 1972) и дважды бронзу (1976 и 1992). Таким образом с 1956 по 1984 годы Пакистан выигрывал награды на всех 7 Олимпиадах, в которых принимал участие (Игры-1980 в Москве Пакистан бойкотировал). Именно Пакистану в 1960 году в Риме удалось прервать победную серию Индии, которая выигрывала золото на 6 Олимпиадах подряд (в финале Пакистан обыграл Индию со счётом 1-0). Бронза хоккеистов на Олимпиаде-1992 в Барселоне остаётся на данный момент последней олимпийской наградой пакистанцев. Ещё две олимпийские награды принесли Пакистану борец вольного стиля Мохаммад Башир (бронза в 1960 году) и боксёр Сайед Хуссейн Шах (бронза в 1988 году).

## Автоспорт
Команда Пакистана в гонках А1 — команда, представляющая Пакистан в международной серии кольцевых автогонок «А1 Гран-при». Управляется Super Nova Racing International.